# District de Limbang
Le district de Limbang (malais : Daerah Limbang) est un district administratif de l'État malaisien du Sarawak, qui fait partie de la Division de Limbang. La capitale du district est dans la ville de Limbang.

### Liens connexes
- Districts de Malaisie